# Philippeville
Philippeville (in vallone Flipveye) è un comune belga di 8 482 abitanti situato nella provincia vallona di Namur.

## Suddivisioni
Il comune comprende le seguenti località:
- Philippeville
- Fagnolle
- Franchimont
- Jamagne
- Jamiolle
- Merlemont
- Neuville
- Omezée
- Roly
- Romedenne
- Samart
- Sart-en-Fagne
- Sautour
- Surice
- Villers-en-Fagne
- Villers-le-Gambon
- Vodecée

## Attrazioni
- La centrale Place d'Armes, sede del municipio e dei mercati coperti.
- La chiesa di Saint-Philippe, in stile gotico del XVI secolo.
- La Chapelle Notre-Dame des Remparts, una polveriera riconvertita

Sotto la città si trovano 10 chilometri di gallerie sotterranee risalenti al XVII secolo, che un tempo collegavano gli avamposti alla fortezza centrale. Alcune di queste gallerie sono aperte al pubblico.

## Amministrazione

### Gemellaggi
- Saulieu